# Elecciones federales de Suiza de 1999
Las elecciones federales de Suiza fueron realizadas el 24 de octubre de 1999. A pesar de que Unión Democrática de Centro obtuvo una histórica mayoría de votos, el Partido Socialista se posicionó como el partido más grande del Consejo Nacional, obteniendo 51 de los 200 escaños.

## Resultados
| Partido                                 | Votos     | %    | Escaños | +/– |
| --------------------------------------- | --------- | ---- | ------- | --- |
| Unión Democrática de Centro             | 440 159   | 22.6 | 44      | +15 |
| Partido Socialista                      | 438 560   | 22.5 | 51      | –3  |
| Partido Radical Democrático             | 388 780   | 19.9 | 43      | –2  |
| Partido Demócrata Cristiano             | 309 118   | 15.8 | 35      | +1  |
| Los Verdes                              | 96 807    | 5.0  | 8       | 0   |
| Partido Liberal                         | 43 870    | 2.2  | 6       | –1  |
| Demócratas Suizos                       | 35 883    | 1.8  | 1       | –2  |
| Partido Popular Evangélico              | 35 679    | 1.8  | 3       | +1  |
| Unión Democrática Federal               | 24 355    | 1.2  | 1       | 0   |
| Partido Suizo del Trabajo               | 18 569    | 1.0  | 2       | –1  |
| Liga de Tesino                          | 17 118    | 0.9  | 2       | +1  |
| Partido de la Libertad                  | 16 887    | 0.9  | 0       | –7  |
| Alianza de los Independientes           | 14 439    | 0.7  | 1       | –2  |
| Solidaridad                             | 9 138     | 0.5  | 1       | +1  |
| Partido Social Cristiano                | 8 212     | 0.4  | 1       | 0   |
| Grupos Alternativos Verdes y Feministas | 6 257     | 0.3  | 1       | –1  |
| Otros partidos                          | 47 120    | 2.4  | 0       | –   |
| Votos en blanco/nulos                   | 53 457    | –    | –       | –   |
| Total                                   | 2 004 408 | 100  | 200     | 0   |
| Participación electoral                 | 4 628 782 | 43.3 | –       | –   |
| Fuente: Nohlen & Stöver                 |           |      |         |     |

### Consejo de los Estados
| Partido                       | Escaños | +/– |
| ----------------------------- | ------- | --- |
| Partido Radical Democrático   | 17      | 0   |
| Partido Demócrata Cristiano   | 15      | –1  |
| Unión Democrática de Centro   | 7       | +2  |
| Partido Socialista            | 6       | +1  |
| Partido Liberal               | 0       | –2  |
| Alianza de los Independientes | 0       | –1  |
| Otros partidos                | 1       | –   |
| Total                         | 46      | 0   |
| Fuente: Nohlen & Stöver       |         |     |